# Хилл, Джеймс Джером
Джеймс Джером Хилл (англ. James Jerome Hill; 16 сентября 1838[…], Guelph/Eramosa, Онтарио — 29 мая 1916, Сент-Пол) — канадско-американский железнодорожный инженер и предприниматель.
Он был главным исполнительным директором группы железнодорожных линий Великой Северной железной дороги, которая охватывала значительную площадь Верхнего Среднего Запада, северную часть Великих равнин и Тихоокеанского Северо-запада. Из-за размера этого региона и экономического господства линий Хилла он ещё при жизни стал известен как «строитель империи».